# Милейчицька губернія
Милейчицька губернія — адміністративна одиниця Берестейської економії. Фольварок Залавья і село Грудовики.

## Ключі
- Дубинський
- Дубровський
- Милейчицький
- Омел'янецький
- Половецький
- Пужицький
- Ямненський